# Georgi Peyev
Georgi Ivanov Peyev (grafado também como Peev) - em búlgaro: Георги Иванов Пеев (Sófia, 11 de março de 1979) é um ex-futebolista profissional búlgaro, que atuava como meia.

## Carreira
Iniciou sua trajetória no futebol em 1998, pelo Lokomotiv Sófia. Deixou seu país em 2001 para assinar com os ucranianos do Dínamo de Kiev.
Se destacou com a camisa alviazulina por cinco anos, marcando onze gols em noventa partidas. Em 2006 teve uma passagem por empréstimo não muito boa pelo Dnipro, e se mandou da Ucrânia em 2007 para atuar pelo modesto Amkar Perm, onde está até hoje.

## Seleção Búlgara
Sua estreia Bulgária deu-se em 1999, aos 20 anos. Esteve no elenco que disputou a Eurocopa de 2004, realizada em Portugal, mas, mesmo tendo atuado nos três jogos, pouco fez e assistiu o vexame de sua seleção, que caiu na primeira fase, sem nenhum ponto, apenas um gol marcado e nove sofridos. 
Peyev disse adeus à Seleção Búlgara em 2007.